# Abitur in Nordrhein-Westfalen
Das Abitur in Nordrhein-Westfalen ist seit 2013 an Gymnasien und Gesamtschulen und 2012 an den Weiterbildungskollegs des zweiten Bildungsweges ein landeseinheitlicher Schulabschluss nach einem Zentralabitur, mit dem die Allgemeine Hochschulreife erlangt wird. Mit dem Schuljahr 2014/15 sind die neuen kompetenzorientierten Kernlehrpläne für die gymnasiale Oberstufe in Kraft getreten. Kernlehrpläne und darauf basierende schulinterne Lehrpläne bilden die Planungsgrundlagen für den gesamten Oberstufenunterricht eines Faches. Den fachlichen Anforderungen liegen die bundesweit gültigen Einheitlichen Prüfungsanforderungen in der Abiturprüfung (EPA) oder die daraus entwickelten Bildungsstandards zugrunde.

## Geschichte
Nach dem historischen Wechsel zur reformierten Oberstufe 1972 absolvierte in NRW der Abiturjahrgang 2007 erstmals das Abitur mit landeseinheitlich gestellten Aufgaben in den schriftlichen Abiturprüfungsfächern, ein Zentralabitur. Ein Jahr später, 2008 folgten die Abiturienten der Berufskollegs. Das Abitur im Jahr 2013 (Ende Schuljahr 2012/2013) war ein Doppelabitur, in dem zwei Jahrgänge Abitur machten, einer nach 13 Schuljahren (G9), und ein jüngerer nach nur zwölf Jahren (G8). Seit 2014 benötigten die Schüler der Gymnasien nur noch zwölf Schuljahre für das Abitur, während Gesamtschulen weiterhin ein Abitur nach 13 Schuljahren anboten. Seit 2020 ist das Abitur nach dreizehn Schuljahren wieder der Regelfall, sodass ein Jahrgang ohne das gymnasiale Abitur folgen wird.
2023 sollte in Nordrhein-Westfalen erstmals ein Video in der Aufgabenstellung für die Naturwissenschaften verwendet werden, nämlich als Aufbauanleitung für einen Versuch. Für die am 18. April 2023 zum Download zur Verfügung stehenden Aufgaben waren die Server des externen IT-Dienstleisters jedoch unterdimensioniert. Nachdem Lehrer in den Schulen bis in den Abend hinein auf den Download gewartet hatten, wurden die für den 19. April 2023 vorgesehenen schriftlichen Prüfungen in den Fächern Biologie, Chemie, Ernährungslehre, Informatik, Physik und Technik vom Ministerium für Schule und Bildung abgesagt. Die Downloads der auf den 21. April 2023 verschobenen Aufgaben – auf ein Video wurde nun verzichtet – funktionierten technisch, allerdings gab es in den Fächern Biologie und Informatik redaktionelle Fehler wie falsche Abbildungen oder tote Links.

## Aufbau des Unterrichts
Die Gymnasiale Oberstufe teilt sich in die einjährige Einführungsphase (GOST § 8) in der 11. Jahrgangsstufe und die zweijährige Qualifikationsphase (GOST § 11) in der 12. und 13. Jahrgangsstufe.

### Kurswahlsystem
Ein Kurs wird in einem Fach vom Prüfling mindestens ein Schulhalbjahr lang belegt. Um zur Abiturprüfung zugelassen zu werden, muss der Prüfling zwei Fächer als fünfstündige Leistungskurse (LK) und verschiedene andere Fächer als Grundkurse (GK) belegen. Die beiden Leistungskursfächer und zwei der Grundkursfächer bilden die vier Abiturfächer, in denen die Abiturprüfung abgelegt wird. Die ersten drei Abiturfächer sind dabei schriftliche, zentral geprüfte Fächer, das vierte ein mündlich geprüftes Fach, bei dem der entsprechende Fachlehrer die Aufgaben stellt.
Insgesamt müssen die vier Abiturfächer die drei folgenden Aufgabenfelder abdecken:
| Aufgabenfeld                                   | Unterrichtsfach                                        | Anmerkungen |
| ---------------------------------------------- | ------------------------------------------------------ | --- |
| sprachlich- literarisch- künstlerisch          | Deutsch                                                | Pflichtfach |
| sprachlich- literarisch- künstlerisch          | Englisch                                               | Fremdsprachen |
| sprachlich- literarisch- künstlerisch          | Latein                                                 | Fremdsprachen |
| sprachlich- literarisch- künstlerisch          | Französisch                                            | Fremdsprachen |
| sprachlich- literarisch- künstlerisch          | weitere Fremdsprachen (je nach Schule unterschiedlich) | |
| sprachlich- literarisch- künstlerisch          | Kunst                                                  | Pflicht: vier Kurshalbjahre ein literarisch-künstlerisches Fach (Grundkurs) zwei in der Jgstf. 10, zwei in den Jgstf. 11 oder 12 |
| sprachlich- literarisch- künstlerisch          | Musik                                                  | Pflicht: vier Kurshalbjahre ein literarisch-künstlerisches Fach (Grundkurs) zwei in der Jgstf. 10, zwei in den Jgstf. 11 oder 12 |
| sprachlich- literarisch- künstlerisch          | Literatur                                              | Pflicht: vier Kurshalbjahre ein literarisch-künstlerisches Fach (Grundkurs) zwei in der Jgstf. 10, zwei in den Jgstf. 11 oder 12 |
| geistes-, gesellschafts- wissenschaftlich      | Geschichte                                             | Pflicht: zwei Kurshalbjahre Geschichte und zwei Kurshalbjahre SoWi in den Jgstf. 11 und 12 bei Nichtbelegung Zusatzkurs          |
| geistes-, gesellschafts- wissenschaftlich      | Sozialwissenschaft (SoWi)                              | Pflicht: zwei Kurshalbjahre Geschichte und zwei Kurshalbjahre SoWi in den Jgstf. 11 und 12 bei Nichtbelegung Zusatzkurs          |
| geistes-, gesellschafts- wissenschaftlich      | Erdkunde                                               | |
| geistes-, gesellschafts- wissenschaftlich      | Philosophie                                            | nicht an allen Schulen angeboten                                                                                                 |
| geistes-, gesellschafts- wissenschaftlich      | Erziehungswissenschaft                                 | nicht an allen Schulen angeboten                                                                                                 |
| geistes-, gesellschafts- wissenschaftlich      | Psychologie                                            | nicht an allen Schulen angeboten                                                                                                 |
| geistes-, gesellschafts- wissenschaftlich      | Pädagogik                                              | nicht an allen Schulen angeboten                                                                                                 |
| geistes-, gesellschafts- wissenschaftlich      | Recht                                                  | nicht an allen Schulen angeboten                                                                                                 |
| mathematisch- naturwissenschaftlich- technisch | Mathematik                                             | Pflichtfach |
| mathematisch- naturwissenschaftlich- technisch | Biologie                                               | Klassische Naturwissenschaften Pflicht: eine klassische Naturwissenschaft durchgängig belegt                                     |
| mathematisch- naturwissenschaftlich- technisch | Chemie                                                 | Klassische Naturwissenschaften Pflicht: eine klassische Naturwissenschaft durchgängig belegt                                     |
| mathematisch- naturwissenschaftlich- technisch | Physik                                                 | Klassische Naturwissenschaften Pflicht: eine klassische Naturwissenschaft durchgängig belegt                                     |
| mathematisch- naturwissenschaftlich- technisch | Informatik                                             | nicht an allen Schulen angeboten                                                                                                 |
| mathematisch- naturwissenschaftlich- technisch | Ernährungslehre                                        | nicht an allen Schulen angeboten                                                                                                 |
| mathematisch- naturwissenschaftlich- technisch | Technik                                                | nicht an allen Schulen angeboten                                                                                                 |
| ohne Zuordnung                                 | Religion                                               | Pflicht: zwei Kurshalbjahre in Jgstf. 11 und 12; Alternative: Philosophie                                                        |
| ohne Zuordnung                                 | Sport                                                  | Pflichtfach |

### Punktesystem
Alle Notenpunkte, die der Prüfling in der Qualifikationsphase und den Abiturprüfungen erreicht, machen zusammen die Gesamtqualifikation aus. Diese gehen in die berechnete Abiturdurchschnittsnote ein, die später entscheidend für die Aufnahme in Studiengänge mit einem Numerus clausus sein kann (siehe Numerus clausus).
| Punkte | Note in Worten      | Note (mit Tendenz) | Rohpunkte | Notendefinition | Bemerkung |
| ------ | ------------------- | ------------------ | --------- | --- | --- |
| 15     | sehr gut            | 1+                 | 95 %      | Die Leistungen entsprechen den Anforderungen in besonderem Maße. | |
| 14     | sehr gut            | 10                 | 90 %      | Die Leistungen entsprechen den Anforderungen in besonderem Maße. | |
| 13     | sehr gut            | 1−                 | 85 %      | Die Leistungen entsprechen den Anforderungen in besonderem Maße. | |
| 12     | gut                 | 2+                 | 80 %      | Die Leistungen entsprechen den Anforderungen voll. | |
| 11     | gut                 | 20                 | 75 %      | Die Leistungen entsprechen den Anforderungen voll. | |
| 10     | gut                 | 2−                 | 70 %      | Die Leistungen entsprechen den Anforderungen voll. | |
| 9      | befriedigend        | 3+                 | 65 %      | Die Leistungen entsprechen den Anforderungen im Allgemeinen. | |
| 8      | befriedigend        | 30                 | 60 %      | Die Leistungen entsprechen den Anforderungen im Allgemeinen. | |
| 7      | befriedigend        | 3−                 | 55 %      | Die Leistungen entsprechen den Anforderungen im Allgemeinen. | |
| 6      | ausreichend         | 4+                 | 50 %      | Die Leistungen weisen zwar Mängel auf, entsprechen aber im Ganzen noch den Anforderungen.                                                                                                | |
| 5      | ausreichend         | 40                 | 45 %      | Die Leistungen weisen zwar Mängel auf, entsprechen aber im Ganzen noch den Anforderungen.                                                                                                | |
| 4      | schwach ausreichend | 4−                 | 40 %      | Die Leistungen weisen Mängel auf und entsprechen den Anforderungen nur noch mit Einschränkungen.                                                                                         | defizitärer Bereich |
| 3      | mangelhaft          | 5+                 | 33 %      | Die Leistungen entsprechen den Anforderungen nicht, lassen jedoch erkennen, dass die notwendigen Grundkenntnisse vorhanden sind und die Mängel in absehbarer Zeit behoben werden können. | defizitärer Bereich |
| 2      | mangelhaft          | 50                 | 27 %      | Die Leistungen entsprechen den Anforderungen nicht, lassen jedoch erkennen, dass die notwendigen Grundkenntnisse vorhanden sind und die Mängel in absehbarer Zeit behoben werden können. | defizitärer Bereich |
| 1      | mangelhaft          | 5−                 | 20 %      | Die Leistungen entsprechen den Anforderungen nicht, lassen jedoch erkennen, dass die notwendigen Grundkenntnisse vorhanden sind und die Mängel in absehbarer Zeit behoben werden können. | defizitärer Bereich |
| 0      | ungenügend          | 60                 | 0 %       | Die Leistungen entsprechen den Anforderungen nicht und selbst die Grundkenntnisse sind so lückenhaft, dass die Mängel in absehbarer Zeit nicht behoben werden können.                    | Wird ein einziges Prüfungsfach mit null Notenpunkten bewertet, gilt der gesamte Prüfungsteil bereits als nicht bestanden. |

Quelle: 
Einstellige Punktzahlen sind mit vorangestellter Null zu schreiben.

### Kursbewertung
In den Leistungskursen und den schriftlichen Grundkursen werden in jedem Kurshalbjahr zwei Klausuren geschrieben. Grundkurse kann man schriftlich und mündlich wählen. Deutsch, eine Fremdsprache, Mathematik, sowie ein weiteres Fach aus dem Aufgabenbereich der Naturwissenschaften oder Sprachen müssen aber in jedem Fall schriftlich gewählt werden. Für jedes Quartal gibt es eine Sonstige Mitarbeits-Note („SoMiNote“, d. h. mündliche Mitarbeit, schriftliche und praktische Leistungen ohne Klausuren und Facharbeit). Die Gesamtnote für das Kurshalbjahr ergibt sich dann aus der schriftlichen Gesamtnote, die mit der Gesamtnote der sonstigen Mitarbeit zusammengezogen wird.
Wie aus den Einzelnoten die Kursgesamtnote ermittelt wird, ist nicht im Detail vorgeschrieben. Ein System, das der Fachlehrer hierbei anwenden könnte, ist Folgendes: Bei divergierenden Zwischenergebnissen gibt die sonstige Mitarbeit den Ausschlag, bei gebrochenen Gesamtergebnissen gibt die Tendenz des 2. Quartals den Ausschlag, ob auf- oder abgerundet wird.
1. Quartal Sonstige Mitarbeitsnote/mündliche Note 9 Punkte (befriedigend plus, 3+) Erste Klausur: 6 Punkte (ausreichend plus, 4+)
```
gesamt: (9+6)/2 = 7,5 Punkte, die mündliche Note gibt den Ausschlag also 8 Punkte (befriedigend, 3)
```

2. Quartal Sonstige Mitarbeitsnote/mündliche Note 11 Punkte (gut) Zweite Klausur 10 Punkte (gut -)
```
gesamt: (11+10)/2 = 10,5 Punkte, die mündliche Note gibt den Ausschlag also 11 Punkte (gut, 2)
```

Gesamtnote: (8+11)/2 = 9,5;aufsteigende Tendenz im 2. Quartal also 10 Punkte (gut minus, 2-)
Wobei anzumerken ist, dass eine rein rechnerische Bildung der Kursabschlussnote, wie hier im Beispiel zum Teil dargestellt, nach der Ausbildungs- und Prüfungsordnung für die gymnasiale Oberstufe ausdrücklich nicht erlaubt ist (vgl. § 13 Abs. 1 APO-GOSt).

### Abiturzulassung
Um für das Abitur zugelassen zu werden, werden in der Qualifikationsphase Leistungen in den 27 bis 32 Grundkursen gemäß § 28 in einfacher Wertung, Leistungen in den acht Leistungskursen in zweifacher Wertung angerechnet. Werden 35 bis 37 Halbjahresergebnisse eingebracht, dürfen in höchstens sieben Kursen vier oder weniger Punkte erreicht werden. Werden 38 bis 40 Halbjahresergebnisse eingebracht, dürfen in höchstens acht Kursen vier oder weniger Punkte erreicht werden. Unter den Kursen mit vier oder weniger Punkten dürfen jeweils nicht mehr als drei Leistungskurse sein. In der Gesamtheit der in Block I anzurechnenden Kurse müssen mindestens 200 Punkte erreicht sein.
Als Defizite zählen Kurse mit weniger als 5 Punkte. Ein Kurs entspricht dabei je einem belegten Kurshalbjahr. Ein Pflichtkurs, der mit 0 Punkten (= ungenügend, 6) bewertet wird, gilt als nicht belegt und führt zum sofortigen Ausschluss von der Abiturzulassung.

## Abiturprüfungen

### Schriftliche Prüfungen
Schriftliche Prüfungen werden in den ersten drei Abiturfächern mit zentral gestellten Aufgaben abgehalten.
Den Schülern bzw. Lehrkräften steht in jedem Fach eine Aufgabenauswahl zu, im Fach Deutsch sind dies beispielsweise drei Aufgabenvorschläge (bis 2009 vier), in modernen Fremdsprachen zwei, in den Gesellschaftswissenschaften drei, von denen jeweils eine zur Bearbeitung ausgewählt wird. In den Naturwissenschaften finden Auswahlen über Lehrer und/oder die Prüflinge statt. Die Auswahlzeit beträgt 30 Minuten. Seit 2018 jedoch dürfen die Schüler die zusätzlichen Klausurvorschläge auf ihrem Platz beibehalten, womit die Auswahlzeit verfällt. Die Arbeitszeit im Grundkurs beträgt zusätzlich drei Zeitstunden, im Leistungskurs 4 Stunden 45 Minuten.
Die Bewertung erfolgt „in einem vorgegebenen kriteriengeleiteten Beurteilungsverfahren“, das zentral erstellt wurde und den Aufgaben beigegeben wird. Dabei erfolgt die Aufschlüsselung der zu erbringenden Schülerleistungen anhand eines Kriterienkatalogs, der einzelnen Kriterien sowohl eine maximal definierte Punktzahl als auch den Anforderungsbereich ausweist. Die maximal erreichbare Punktzahl pro Aufgabe ist im Voraus festgelegt und auf den Prüfungsbögen abgedruckt. Diese kriteriengeleitete Bewertung ist verbindlich. Erst- und Zweitkorrektur erfolgen nicht zentral, sondern die Erstkorrektur durch die jeweiligen Fachlehrer und die Zweitkorrektur ebenfalls schulintern.
Bei den Korrekturen gibt es jeweils einen Zweitkorrektor. Der Zweitkorrektor ist laut § 34 APO-GOSt eine von der oberen Schulaufsichtsbehörde beauftragte Fachlehrkraft, die jedoch nicht notwendigerweise an einer anderen Schule beschäftigt ist. Weder die Namen von Prüfling und Erstkorrektor noch das Ergebnis des Erstkorrektors müssen vor dem Zweitkorrektor geheim gehalten werden. Unterscheiden sich die Noten von Erst- und Zweitkorrektur um weniger als 4 Punkte, wird das arithmetische Mittel beider Noten gebildet; eine früher übliche „Einigung“ zwischen den beiden Korrektoren gibt es nicht mehr. Bei einem Unterschied von vier oder mehr Punkten wird ein Drittkorrektor hinzugezogen.

### Mündliche Prüfung
Die mündlichen Prüfungen werden nicht zentral gestellt. Abgesehen von den Abweichprüfungen wird die mündliche Prüfung im vierten Abiturfach abgelegt. Die Aufgaben werden vom Fachlehrer ausgearbeitet und unterliegen den Bestimmungen des Abiturs, insbesondere der Einheitlichen Prüfungsanforderungen in den Abiturprüfungen. Bei einer mündlichen Prüfung müssen neben dem Prüfling selbst drei Lehrer anwesend sein: der Fachlehrer, der die Prüfung abhält, ein Lehrer aus derselben Fachschaft, der das Protokoll führt, und ein dritter Lehrer, der den Vorsitz führt und nicht zwingend die Lehrbefugnis im Fach haben muss. Außerdem ist es bei Einwilligung des Prüflings möglich, dass ein oder mehrere Schüler des Nachfolgejahrgangs als stille Beobachter der Prüfung beiwohnen. Lehrpersonal der Schule kann ohne Einwilligung des Prüflings in der Prüfung hospitieren.

### Berechnung des Abiturzeugnisdurchschnitts
Die Gesamtqualifikation (Gesamtpunktzahl), die man mit dem Abitur erreicht hat, setzt sich zusammen aus
Block 1:
- acht Leistungskursen in doppelter Wertung
- 27 bis 32 Grundkurse aus der Qualifikationsphase in einfacher Wertung

Die Punktesumme aus Block 1 wird mit der Formel {\displaystyle \textstyle E={\frac {P}{S}}\cdot 40} berechnet. Dabei ist P die Summe der Punkte in den eingebrachten Kursen und S die Anzahl der relevanten Kurse (Leistungskurse werden doppelt gezählt). In Block 1 ist eine minimale Punktzahl von 200 Punkten nötig und eine maximale Punktzahl von 600 Punkten möglich.
Block 2:
- Die Ergebnisse der vier Prüfungsfächer in fünffacher, bei besonderer Lernleistung in vierfacher Wertung. Wenn in einer Nachprüfung mündlich geprüft wird, ändert sich das Wertungsverhältnis auf 2 (Klausur) zu 1 (mündliche Prüfung).

In Block 2 ist eine minimale Punktzahl von 100 Punkten nötig und eine maximale Punktzahl von 300 Punkten möglich.
| Gesamtqualifikation 300–900 Punkte                                                  | |                                        |  |
|                                                                                     | Block 1 (Qualifikationsphase) 200–600 Punkte                                                           | Block 2 (Abiturbereich) 100–300 Punkte |  |
| - relevante Grundkurse in einfacher Wertung - 8 Leistungskurse in doppelter Wertung | - Ergebnisse der Abiturprüfungen in fünffacher Wertung - Bei Nachprüfung Wertungsverhältnis von 2 zu 1 |                                        |  |

#### Umrechnung der Punkte in eine Durchschnittsnote
| Gesamtpunktzahl | Durchschnittsnote |
| --------------- | ----------------- |
| 900–823         | 1,0               |
| 822–805         | 1,1               |
| 804–787         | 1,2               |
| 786–769         | 1,3               |
| 768–751         | 1,4               |
| 750–733         | 1,5               |
| 732–715         | 1,6               |
| 714–697         | 1,7               |
| 696–679         | 1,8               |
| 678–661         | 1,9               |
| 660–643         | 2,0               |
| 642–625         | 2,1               |
| 624–607         | 2,2               |
| 606–589         | 2,3               |
| 588–571         | 2,4               |
| 570–553         | 2,5               |

| Gesamtpunktzahl | Durchschnittsnote |
| --------------- | ----------------- |
| 552–535         | 2,6               |
| 534–517         | 2,7               |
| 516–499         | 2,8               |
| 498–481         | 2,9               |
| 480–463         | 3,0               |
| 462–445         | 3,1               |
| 444–427         | 3,2               |
| 426–409         | 3,3               |
| 408–391         | 3,4               |
| 390–373         | 3,5               |
| 372–355         | 3,6               |
| 354–337         | 3,7               |
| 336–319         | 3,8               |
| 318–301         | 3,9               |
| 300             | 4,0               |
| < 300           | nicht bestanden   |

1. Der Punkteschnitt errechnet sich durch die Formel {\displaystyle \textstyle {\text{Punkteschnitt}}={\frac {\text{Gesamtpunktzahl}}{60}}}.
2. Ein Punkteschnitt von 15 Punkten wird der Durchschnittsnote 0,666… zugeordnet. 0 Punkte werden der Durchschnittsnote 5,666… zugeordnet. Zwischen diesen beiden Eckwerten wird linear interpoliert, als Formel: {\displaystyle \textstyle {\text{Durchschnittsnote}}={\frac {17-{\text{Punkteschnitt}}}{3}}}.
3. Durchschnittsnoten besser als 1,0 werden zu 1,0 abgewertet. Ohne diesen Schritt wäre die beste erreichbare Abiturnote 0,667.

### Einsichtnahme in Prüfungsunterlagen
Ehemalige Schüler haben aufgrund des Datenschutzgesetzes innerhalb einer Frist von zehn Jahren einen Anspruch auf Einsichtnahme in die Prüfungsunterlagen.

## Veraltete Regelungen

### Sprachlicher oder naturwissenschaftlicher Schwerpunkt
Es muss entweder ein sprachlicher oder ein naturwissenschaftlicher Schwerpunkt gesetzt werden. Das heißt, dass entweder zwei Fremdsprachen oder zwei naturwissenschaftlich-technische Fächer gewählt werden müssen. Während es Pflicht ist, eine klassische Naturwissenschaft (Biologie, Chemie oder Physik) zu wählen, darf das zweite Fach, das den Schwerpunkt ausmacht, jedes Fach aus der naturwissenschaftlich-technischen Fächergruppe außer Mathematik sein. Welches der beiden naturwissenschaftlich-technischen Fächer schriftlich gewählt wird, ist nicht vorgeschrieben. In beiden Schwerpunkten müssen vier Kurse aus einer der beiden Fremdsprachen bzw. Naturwissenschaften und die beiden Kurse aus 13/I und 13/II in der zweiten (je nach Schwerpunkt) in die Gesamtqualifikation eingebracht werden.
Wer den naturwissenschaftlichen Schwerpunkt wählt, muss in einer Fremdsprache und einer Naturwissenschaft Klausuren schreiben, beim fremdsprachlichen Schwerpunkt muss man in den beiden Fremdsprachen, aber nicht in der Naturwissenschaft Klausuren schreiben.

### Berechnung des Abiturzeugnisdurchschnitts bis Abiturjahrgang 2012
Die Gesamtqualifikation (Gesamtpunktzahl), die man mit dem Abitur erreicht hat, setzt sich zusammen aus
- 22 Grundkursen aus der Qualifizierungsphase in einfacher Wertung im Grundkursbereich,
- vier Leistungskursen aus der Jahrgangsstufe 12 in doppelter Wertung sowie zwei Leistungskursen aus 13/I in dreifacher Wertung im Leistungskursbereich,
- den Ergebnissen der vier Abiturprüfungen in vierfacher Wertung zuzüglich der jeweiligen Kursabschlussnoten in den Abiturfächern aus 13/II im Abiturbereich.

Hierbei kann eine maximale Punktzahl von 840 erreicht werden, davon 330 im Grundkursbereich, 210 im Leistungskursbereich und 300 im Abiturbereich. Die 22 Grundkurse setzen sich zusammen aus den Pflichtkursen, die man belegen muss. Es können darüber hinaus höchstens drei Sportkurse angerechnet werden (vgl. § 28 APO-GOSt A).
| Gesamtqualifikation max. 840 Punkte | | |                               |  |
| | Grundkursbereich max. 330 Punkte                                                                               | Leistungskursbereich max. 210 Punkte                                                                       | Abiturbereich max. 300 Punkte |  |
| - 22 Grundkurse in einfacher Wertung - höchstens zwei vokalpraktische, instrumental- praktische bzw. Literaturkurse (von den 22 Grundkursen) - höchstens drei Sportkurse (von den 22 Grundkursen) | - vier Leistungskurse aus der 12 in doppelter Wertung - zwei Leistungskurse aus der 13/I in dreifacher Wertung | - Ergebnisse der Abiturprüfungen in vierfacher Wertung - Kursabschlussnoten aus 13/II in einfacher Wertung |                               |  |

#### Umrechnung der Gesamtqualifikation in eine Durchschnittsnote bis Abiturjahrgang 2012
Die Durchschnittsnote im Abitur ergibt sich durch die Punktzahl der Gesamtqualifikation (bei 840 maximalen Punkten):
| Gesamtpunktzahl | Durchschnittsnote |
| --------------- | ----------------- |
| 778–840         | 1,0               |
| 751–767         | 1,1               |
| 734–750         | 1,2               |
| 717–733         | 1,3               |
| 701–716         | 1,4               |
| 684–700         | 1,5               |
| 667–683         | 1,6               |
| 650–666         | 1,7               |
| 633–649         | 1,8               |
| 617–632         | 1,9               |
| 600–616         | 2,0               |
| 583–599         | 2,1               |
| 566–582         | 2,2               |
| 549–565         | 2,3               |
| 533–548         | 2,4               |
| 516–532         | 2,5               |

| Gesamtpunktzahl | Durchschnittsnote |
| --------------- | ----------------- |
| 499–515         | 2,6               |
| 482–498         | 2,7               |
| 465–481         | 2,8               |
| 449–464         | 2,9               |
| 432–448         | 3,0               |
| 415–431         | 3,1               |
| 398–414         | 3,2               |
| 381–397         | 3,3               |
| 365–380         | 3,4               |
| 348–364         | 3,5               |
| 331–347         | 3,6               |
| 314–330         | 3,7               |
| 297–313         | 3,8               |
| 281–296         | 3,9               |
| 280             | 4,0               |
| < 280           | nicht bestanden   |

### Abitur der Jahrgänge vor 2007
Das Abitur vor 2007 lief prinzipiell genauso ab wie das Zentralabitur 2007, nur dass die Aufgaben nicht zentral, sondern von den entsprechenden Fachlehrern gestellt wurden. Jedoch mussten die Aufgaben zuvor an die zuständige Bezirksregierung gesandt werden, wo die Abiturtauglichkeit der Aufgaben geprüft wurde. Je nach Fach mussten bis zu drei Vorschläge eingereicht werden, von denen bis zu zwei angenommen wurden. Diese Vorschläge wurden als Prüfungsaufgabe gestellt.